# M78星雲
M78星雲（エムななじゅうはちせいうん）は、ウルトラシリーズに登場する実在する星雲。ウルトラマンらの故郷で、銀河系から300万光年離れたところに存在する設定になっている。

## 解説
「M78星雲」という言葉がウルトラシリーズに登場したのは、『ウルトラマン』第1話でウルトラマンが自らをM78星雲の出身と自己紹介する場面である。ただしこの時ウルトラマンは地球に到着したばかりで、地球人がM78と呼ぶ天体があることを知らなかったはずであり、「M78星雲」はウルトラ族自身による呼称であったと思われる。
企画時点ではM87星雲という名称だったが、脚本印刷時にM78星雲と誤記されてそれがそのまま放映され、定着したものである。また、『ウルトラマン』の前作『ウルトラQ』の未発表脚本に、中性子怪獣ミクラーの出身地として「M87星雲」が登場する「M87星雲より!」という作品が存在し、『ウルトラマンA』第14話では北斗星司に「M78星雲」ではなく「M87星雲」と呼ばれている。また冷凍怪獣ぺギラが再登場する『ウルトラマン』の企画段階の『ベムラー』ストーリー案集に記載されている「凍る極光ライン」でもカニ座M73星雲人という宇宙人が登場する。
なお、実在するM78はオリオン座にある反射星雲で、地球からの距離は1600光年である。一方、M87はおとめ座にある楕円銀河で、銀河系やアンドロメダ銀河などを含むおとめ座超銀河団の中心を構成しており、地球からの距離は6000万光年という距離にある。

## ウルトラシリーズでのM78星雲
以降、ウルトラシリーズに登場するM78星雲について解説する。
『ウルトラマン』の主題歌にも登場する光の国という名は、『ウルトラマン』放映時、M78星雲と同義語として使用されることもあったが、『帰ってきたウルトラマン』以降は主にウルトラの星を指す言葉として使用されている。
『ウルトラマンタロウ』からはウルトラの国という表現が用いられるようになった。ウルトラの国の街並みは小学館の児童誌の企画として設定が進められ、一部は映像作品にも採用されている。ウルトラタワーやウルトラキー、ウルトラベルなど映像化された物の他、当時の学年誌で紹介されたのみに留まるウラーという通貨なども設定されていた。また、小学館コロタン文庫の『ウルトラ怪獣全百科』の特集ページには、施設、自然、文化や生活などについて掲載された。また、地球との差異についても記載があり、その中には「動物園はないが、カプセル怪獣の出身地のアニマル星やバッファロー星にはおとなしい怪獣が生息しており、これらが動物園のような役割をしている」という記述もある。
映画『ウルトラ6兄弟VS怪獣軍団』で語られた設定ではM78星雲は暗黒宇宙の裏側に存在し、その中の6900万個の星の一つが光の国であり、地球の直径の約60倍、300ほどの都市を有し、太陽はない代わりに地下に設置されている900台の原子力発電所で作られているプラズマエネルギーを使用しているとされている。
近年では、星自体が「光の国」＝「ウルトラの星」と呼ばれるようになり、「ウルトラの国」は光の国の最大規模の都市の名称として扱われるようになった。

### 光の国 / ウルトラの星
地球の約60倍の大きさを持ち、M78星雲内に存在する惑星。元はウルトラ太陽系の一部を構成するごく普通の惑星で、そこに住む人々もかつて地球人と同一の存在だったが、26万年前に太陽の超新星爆発で光が失われると、生き残った科学者たちは人工太陽プラズマスパークを開発する。しかし、まもなく発生した事故により、プラズマスパークが発する放射線「ディファレーター光線」に研究員2人が被曝してしまう。ただちに行われた分析・調査の結果、研究員2人への悪影響はないことが確認されたが、彼らの身体は強化され、必要に応じて怪力を出せる、破壊光線を発射できる、巨大化できるなどの超能力を得たことが判明する。星を治めていた、優れた政治家にして科学者であるウルトラの長老はこのことを受けて人々にディファレーター光線の照射を行い、超人のウルトラ一族が誕生した。ディファレーター光線は自然の恒星もわずかながら放射しているが、変身後のウルトラ一族はディファレーター光線の少ない場所では生命維持にすら支障をきたすようになったため、カラータイマーが開発された。
それから23万年後、エンペラ星人率いる怪獣軍団が光の国を襲撃するウルトラ大戦争が勃発し、若き日のウルトラの父（当時の名はウルトラマンケン）をはじめとする多くのウルトラ戦士たちが立ち向かった。長い戦いの末、ウルトラベルの奇跡によって怪獣軍団を撃破し、その勝利を記念してウルトラタワーが建設された。その後、宇宙の平和を守るためにウルトラの父を初代隊長としてウルトラ戦士たちが集結して結成されたのが、宇宙警備隊である。
王女としてユリアンが登場することから王制であることがうかがえるが、誰が王なのかは不明。書籍などでは「ウルトラの父が大統領のような存在」という記述もある。
『ウルトラセブン』第25話におけるポール星人の発言からウルトラの星に冬は存在せず、ウルトラ一族は寒さに弱いとされている（そもそも四季が存在しない）。しかし、冷凍状態になって活動停止に陥ることはあっても死ぬことはない。また、『ウルトラマン80』第3話における矢的猛 / ウルトラマン80の発言から、アルバイト制度や通貨の存在、（楽器があることから）音楽の文化があることも判明しているほか、ウルトラ星人という呼称も用いられている。小学館コロタン文庫の『ウルトラ怪獣全百科』（p.331）では通貨単位は「ウラー」であり、1ウラーは日本円に換算するとおよそ30円に相当するとの記述がある。
映画『大怪獣バトル ウルトラ銀河伝説 THE MOVIE』ではさらに詳細な描写がされており、プラズマスパーク・タワーを中心として内側を向いた殻状の大地が球形に重なった構造になっている。エネルギーはすべてプラズマスパークに依存しているため、ウルトラマンベリアルによってエネルギーコアを奪われた際にはウルトラの星全体がウルトラ戦士たちと共に氷結してしまい、難を逃れた初代ウルトラマン、ウルトラセブン、ウルトラマンメビウスは巨体はおろかウルトラ戦士としての超能力も維持できず、エネルギー節約のために人間体となっている。逆に、地球人にとってプラズマスパークの光は強過ぎるため、復旧後の光の国を訪れたZAP SPACYの隊員たちは、宇宙港に張られた防護シールドによるバリア空間の外には出られなかった。また、『ウルトラ銀河伝説』は舞台が光の国ということから、『ウルトラマンG』『ウルトラマンパワード』『ウルトラマンUSA』『ウルトラマンネオス』『ウルトラマンマックス』『ウルトラマンボーイのウルころ』など、M78星雲出身でありながら光の国シリーズとの繋がりが曖昧とされていた作品のウルトラ戦士たちも、総登場している。そのほか、前述のエネルギー依存ゆえに感覚としての空腹はなくなって久しく、『ウルトラマンZ』第13話では約5000歳のウルトラマンゼットが同化中のナツカワハルキの空腹を疑問に思う描写が盛り込まれている。
人口は約180億人と設定されており、そのうちの約100万人が宇宙警備隊員である。
M78星雲のウルトラ一族には、体色毎に「シルバー族」「レッド族」「ホワイト族」「ブルー族」の4種族があるとされていたが、当初は初代ウルトラマンやゾフィー、ウルトラの父などの「シルバー族」、セブンやウルトラマンタロウなどの「レッド族」以外は設定だけの存在で該当するキャラクターは存在しなかった。ウルトラマンヒカリの登場で「ブルー族」と思われる個体が確認されたが、「ホワイト族」に関しては現時点でもなお不詳である。
現時点では、光の国において先祖のようなヒューマンタイプのみのウルトラ一族は存在は確認されておらず、ベリアルの遺伝子から人工的に作られ生まれてからヒューマンタイプの姿を持ちつつ、ウルトラマンとしての姿を持つ朝倉リク / ウルトラマンジードのみが例外的に存在する。
小学館の『大怪獣バトル ウルトラ銀河伝説 THE MOVIE 超全集』に記載された設定によると、光の国では過去40万年間でウルトラマンベリアルしか犯罪者が出ていないため、警察組織は廃止されているという。

### 漫画における表記
内山まもるの『ザ・ウルトラマン』、かたおか徹治の『ウルトラ兄弟物語』などには、ウルトラの国がよく登場した。執筆当時の公式設定における世界観が基礎となっているが、大半のエピソードでは単独の星か複数の星かは不明なまま、M78星雲の星々が舞台として描かれている。また、かたおか版では数度、M78星という表記が見られた。

### 光の国の施設

#### ウルトラの国
光の国最大規模の都市。建造物の数々は空中浮遊・移動能力を持つため、都市の景色はたびたび変わるといわれている。
プラズマスパークタワー
光の国の中心に存在する一番巨大な建物であり、常に空中に浮いている。
室内には人工太陽プラズマスパーク・エネルギーコアが存在し、光の国の中核を構成している。エネルギーコアを奪われてしまうと他の星に被害が及ばないように星の全機能が停止してしまい、光の国は凍り付いた極寒の星となるため、コアに触れることはウルトラ族の間では禁止されており、これを破った者は追放処分と「M78宇宙警備法」で決められている。なお、実際にこの法を犯したのは、ウルトラマンベリアルとウルトラマンゼロである。
- コアのデザインは『タロウ』に登場したウルトラベルを模している。
- 岡部淳也は映画の構想当時に「コントロール室には太ったウルトラ戦士もいるだろう」と肥満体形のフィギュアを造型したが、当然ながら登場は実現せずお蔵入りしたうえ、後年に倉庫を整理した際に出てきたこのフィギュアもすぐに破棄したという。

宇宙警備隊本部
宇宙警備隊の活動拠点である本部基地。『タロウ』第24話・第25話ではアルファベットの“I”を模った大型の建造物だったが、『ウルトラ銀河伝説』以降の作品では空中に浮かぶ多数の菱形で構成されたものとなっている。
ウルトラスペースポート
宇宙船の発着港。来訪した友好的な宇宙人などがディファレーター光線に耐えられない身体だった場合に備え、バリヤーも展開されている。
ウルトラコロセウム
宇宙警備隊員を目指すウルトラ戦士たちの訓練施設。光線技用のターゲットビジョンや、1対1の肉弾戦用の足場などが存在する。なお、後者では光線技や必殺技の使用は厳禁とされている。
ウルトラ小学校 / 宇宙情報センター
『タロウ』第24話・第25話に登場。小学校と情報センターを兼ねている、当時の光の国の中でも巨大な建造物。タロウも卒業生である。
ウルトラサインの伝言発信サービスも行われている。
ウルトラタワー
エンペラ星人率いる怪獣軍団との勝利を記念し、ウルトラの父によってウルトラの国からやや離れた場所に建設されたタワー。タワー内部にはウルトラベルが納められている。タワー上部から炎が燃え上がっており、それぞれ悪意のある者を焼き尽くして決して消えることがない命の炎、タワー内を通過しようとする者を正しい心の持ち主かどうか試す正義の炎、ウルトラベルを保管する平和の炎の3つの層に分けられている。
宇宙科学技術局
ウルトラマンヒカリの元所属先。施設の外形やヒカリの登場以前については不明だが、ニュージェネレーションヒーローズの活躍開始以降は彼らの戦力強化アイテム（ウルトラカプセルやジードライザー、ウルトラメダルやウルトラゼットライザーなど）の開発が行われている。

### クリスタルタウン
映画『ウルトラマン物語』に登場した、透明感溢れる建造物郡で構成されている光の国の都市。ウルトラ一族のための生活空間も存在する。クリスタルタウンの外れにはウルトラの谷があり、少年時代のタロウが訓練に明け暮れ、小型怪獣ドックンと出会っている。
『ウルトラマンマックス』では、瀕死のウルトラマンマックスが故郷であるM78星雲を思い出す際に映像が使用された。

#### 都市の中の主な施設、地名
トレーニングルーム
映像ライブラリーやウルトラ念力を練習する球体などの設備を備える訓練施設で、映画『ウルトラマン物語』では地球を防衛する前のタロウがここで様々な訓練に励んでいた。
メディカルルーム
クリスタルタウンの中で最も高いタワーの最上部に位置する医療施設。負傷したウルトラ戦士をプラズマスパークの力で治療する。戦いで重傷を負ったウルトラの父がここで治療を受けた。
銀の広場
プラズマスパークのエネルギーに最も満ちた広場。映画『ウルトラマン怪獣大決戦』に登場した。

#### その他の施設、地名
光の神殿
装飾物はもちろん、床や天井まで視認できない光あふれる神秘的な空間。『メビウス』における光の国は、全話を通して光の神殿のみで描写されている。
命の泉
『タロウ』第1話に登場。ウルトラ5兄弟によって運び込まれた東光太郎は、この場所でタロウと合体した。辺り一面が虹色のオーロラに覆われている。
ウルトラクリニック78
『タロウ』第19話で、バードンに敗れたタロウをウルトラの母が治療した医療施設。光の国の医学は全宇宙でも群を抜くほど発達しているため、他の星からも患者がやって来るという。メディカルルーム内には、負傷者を収容するライブカプセル以外に地球の医療機器のような器具は一切ない。
第2ウルトラタワー
『ウルトラマンレオ』第38話・第39話に登場。光の国の軌道を司る大型の鍵・ウルトラキーが納められている、もう1つのウルトラタワー。ウルトラベルが納められているタワーよりもやや細身かつ直線的な形状で、アストラに化けたババルウ星人の鎖分銅によって倒壊してしまった。レオ兄弟によってウルトラキーが奪還された後で再建されている。
神秘の碑
光の国にのみ存在する銀色の宇宙苔の一種・シルバーグラスが生い茂り、病を治す効果を有するオーロラに覆われている草原。『ウルトラマンA』第44話でオニデビルの豆によって筋力を失ったエースは、ここでセブンの治療を受けた。
宇宙牢獄
『ウルトラ銀河伝説』に登場。別名「ベリアルプリズン」で、光の国唯一の最凶最悪の反逆者・ウルトラマンベリアルを封印するため、かつて「ベリアルの乱」の勃発時に降臨したウルトラマンキングが、ベリアルによって破壊された街の瓦礫を集めて作り出した。内部にはカニのような生命体が群れをなして這いずり回っている。戒めとして光の国から見える場所に浮かべてあったが、にせウルトラマンに化けたザラブ星人の侵入により、ベリアルの脱獄を許してしまった。
メモリーガーデン
『劇場版ウルトラマンタイガ公開直前SP! グリージョの30分でわかるウルトラマンタイガ!』に登場。全容は不明だが、『劇場版タイガ』に際して光の国を訪れていたウルトラウーマングリージョのもとへ、光に包まれた空間として出現する。ウルトラマンゼロに勧められていたここからニュージェネレーションヒーローズの情報を得たグリージョは、危機に瀕している彼らに加勢しようと『劇場版タイガ』世界の地球へ飛び立つ。

### ウルトラマンの故郷
- M78ワールド
  - M78星雲内
    - 光の国（ウルトラの星、ウルトラの国）：ウルトラマン、ゾフィー、ウルトラセブン、セブン上司、ウルトラマンジャック、ウルトラマンA、ウルトラの父、ウルトラの母、ウルトラマンタロウ、ウルトラマン80、ユリアン、ウルトラマングレート、ウルトラマンパワード、ウルトラマンネオス、ウルトラセブン21、ウルトラマンボーイ、ウルトラマンマックス、ウルトラマンゼノン、ウルトラマンメビウス、ウルトラマンヒカリ、ウルトラマンベリアル、ウルトラマンゼロ、ジャンヌ、アムール、ウルトラマントレギア、ウルトラマンタイガ、ウルトラマンゼット、ウルトラマンリブット、ソラ、ウルトラマン（ライジング（英語版））、ウルトラダッド（ライジング）
    - キング星：ウルトラマンキング
    - 惑星アルタラ：ウルトラマンスコット、ウルトラマンチャック、ウルトラウーマンベス

  - 獅子座L77星[注釈 7]：ウルトラマンレオ、アストラ
  - アンドロ星：アンドロメロス、アンドロマルス、アンドロウルフ、アンドロフロル
  - Z95星雲"ピカリの国"：ウルトラマンゼアス、ウルトラマンHotto、ウルトラマンMotto、ウルトラマンKitto
  - TOY一番星：ウルトラマンナイス
- U40スペース
  - U40（ユーフォーティー）：ウルトラマンジョーニアス、エレク、ロト、アミア、メレグ[注釈 8]、ヘラー、ロイガー、ウルトラマンタイタス
- ガイアの世界（仮称）
  - 地球（ただし両者とも宇宙が起源）：ウルトラマンガイア、ウルトラマンアグル
- ネオフロンティアスペース
  - ウルトラマンティガ（超古代文明）、ウルトラマンダイナ（地球人がウルトラマンに進化）
- コスモスペース
  - ウルトラマンコスモス（宇宙）、ウルトラマンジャスティス
- Nのワールド
  - ウルトラマンネクサス（宇宙）
- 不詳
  - O-50：ウルトラマンオーブ、ウルトラマンロッソ、ウルトラマンブル、ウルトラウーマングリージョ、ウルトラマンフーマ
  - なし（ウルトラマンダイナから与えられた力）：ウルトラマンデッカー、ウルトラマンディナス
  - 光の星：ウルトラマン（リピアー）、ゾーフィ
  - ウルトラマンギンガ（未来世界）、ウルトラマンビクトリー（地底）、ウルトラマンエックス（宇宙）、ウルトラマンジード（サイドアース）、ウルトラマントリガー、ウルトラマンレグロス、ウルトラマンブレーザー（M421）、ウルトラマンアーク（外宇宙）、ビオルノ、ウルトラマンオメガ（不明）

ウルトラ戦士以外にも、『ウルトラセブン』に登場したウインダムがM78星雲メタル星、ミクラスがM78星雲バッファロー星、アギラがM78星雲アニマル星、『ウルトラマンタロウ』に登場したラビドッグ、『ウルトラマンレオ』に登場したセブンガー、映画『ウルトラマン物語』に登場したドックンがM78星雲（ウルトラの星）、『ウルトラマンレオ』に登場したロンがL77星と、この星雲が故郷である設定となっている。また、『USA』に登場したソーキン・モンスターもこの星雲内にあった惑星ソーキンが出身地とされている。

## その他の作品に登場するM78星雲
- テレビアニメ『ふしぎの海のナディア』の古代アトランティス人はM78星雲から飛来した宇宙人という設定である[注釈 9]。
- 『ウルトラゾーン』のコントコーナー「不良怪獣ゼットン」「怪獣職務質問」の舞台は、M78星雲をもじった「宇宙区星雲七丁目8番地」である。
- 漫画『ながされて藍蘭島』の宇宙人はM78星雲から来た銀河警備隊という設定である。
- クトゥルフ神話の短編『潜伏するもの』に登場する旧神Orryxおよびその眷属・星の戦士たち（Star Warriors）はM78星雲のあるオリオン座方面よりやって来るとされている。星の戦士の戦闘は光の巨人たちを彷彿とさせる描写と言われる。

## 現実世界との関係
- 円谷英二の出身地である福島県須賀川市はM78星雲を姉妹都市とし、地域おこしを行っている[17]。
- ウルトラシリーズには金城哲夫や上原正三といった沖縄出身のスタッフが深く関わっていることから、78は那覇のもじりであるという説が存在する。実際にそのような含意があったかどうかは不明であるが、那覇市の国際通りではこの説に基いた商店街振興を行っている[18]。また藤木勇人は金城哲夫を題材とした自作の創作落語「うるとら哲夫」において、M78は那覇の南、すなわち金城の故郷である南風原町を意味するとしている[19]。